# Носатка

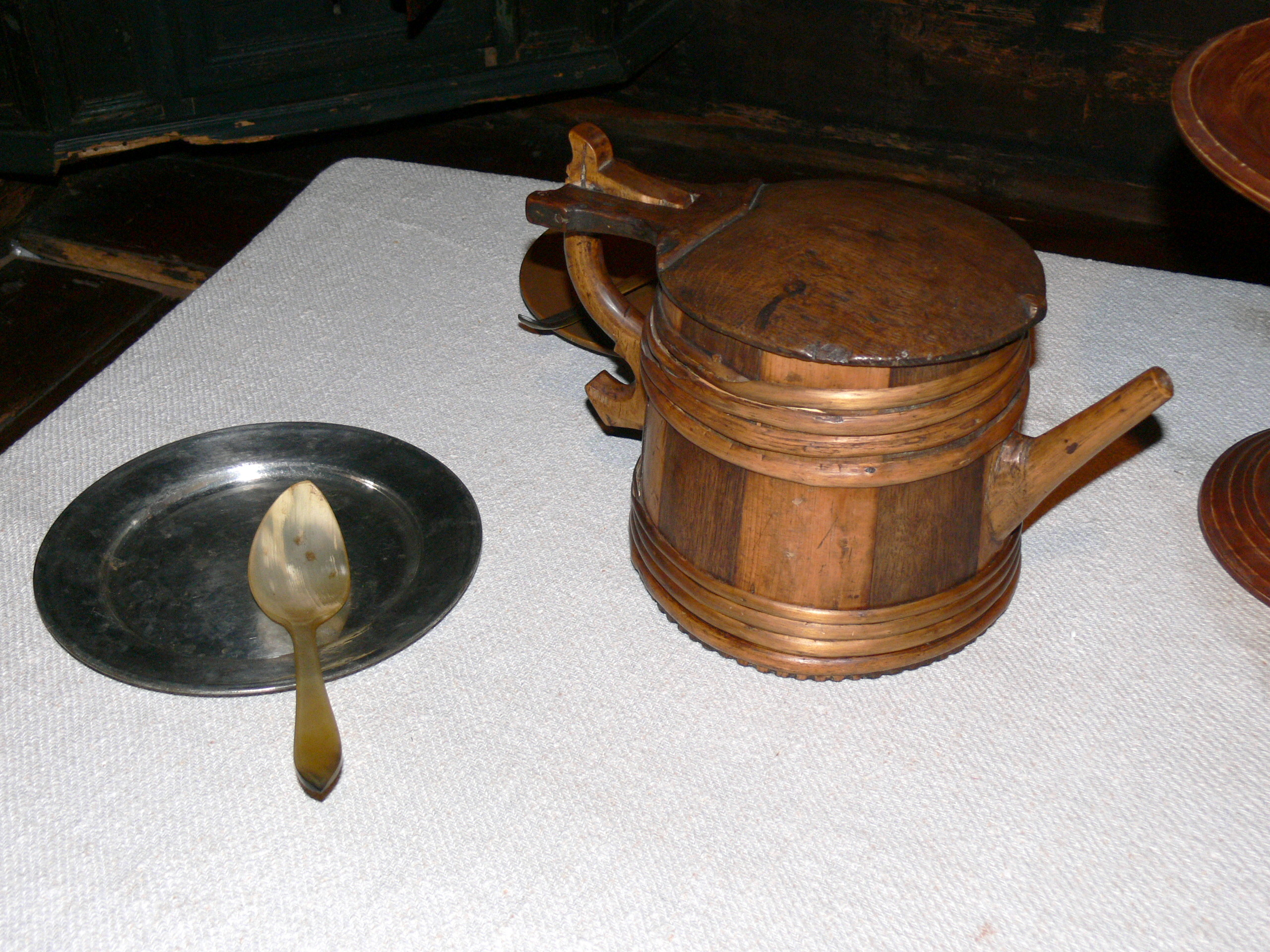
Дерев'яна кінва-«носатка»

Носа́тка — старовинний вид посуду, що мав носик. Окрім того, «носаткою» називалася старовинна міра об'єму, що дорівнювала трьом і більше відрам (тобто понад 36 л).
Судячи з тлумачення лексеми носатка в «Словарі Грінченка», ця ємність могла мати досить різноманітні розміри й форму. Так, «носаткою» називався «рід глечика з довгим носиком», «посудина, схожа на чайник», «висячий рукомийник з носиком і трьома ручками». Деякі носатки сягали об'єму в 3 відра: саме таким було значення старовинної міри «носатка».
На думку дослідника І. Н. Єрофієва, міра об'єму носатка тотожня давньоруській мірі корчага, і на Київщині до XV ст. ці терміни вживалися як синоніми (В. О. Винник встановив, що термін «корчага» вживали і на початку XVI ст.). Дослідниця О. Ф. Сидоренко також висловила припущення про наступність назви «носатка» стосовно «корчага», а також про їхній зв'язок з грецькою амфорою.